# 페페 (1997년생 축구 선수)
에두아르두 가브리에우 아퀴누 코사 (Eduardo Gabriel Aquino Cossa, 1997년 2월 24일 ~ )는 페페 (Pepê)로 불리는 브라질의 축구 선수이며, 포르투에서 공격수로 뛰고 있다.